# Horst Wessel

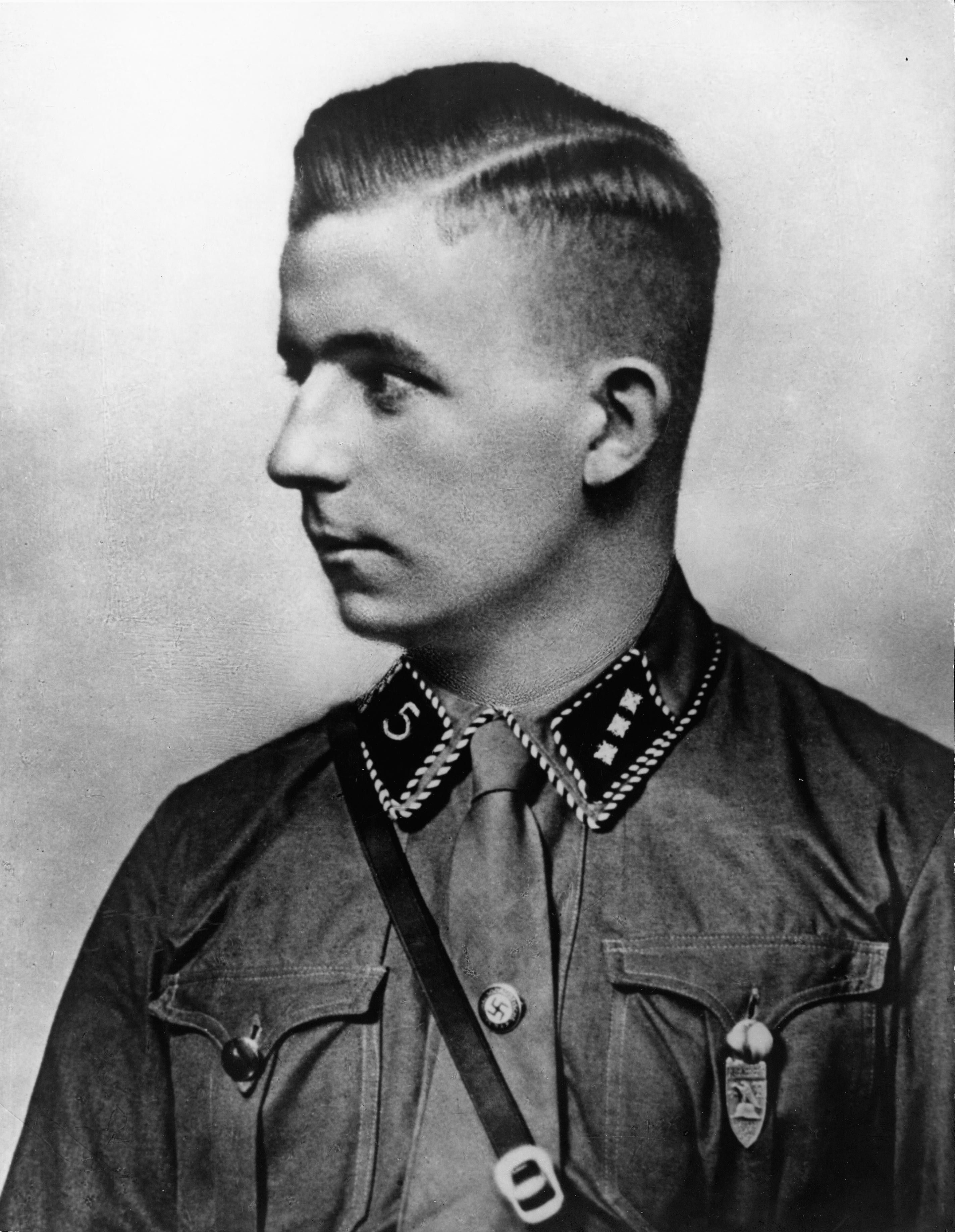
Horst Wessel als Sturmführer des Berliner SA-Sturms 5, Porträtfoto (Heinrich Hoffmann, 1929)

Horst Wessel (* 9. Oktober 1907 in Bielefeld als Horst Ludwig Georg Erich Wessel; † 23. Februar 1930 in Berlin) war ein deutscher Paramilitär der SA, den die nationalsozialistische Propaganda zum bedeutendsten „Märtyrer der Bewegung“ stilisierte. Kurz nachdem er 1930 von einem KPD-Mitglied getötet worden war, wurde das von ihm verfasste Kampflied „Die Fahne hoch!“ zur Parteihymne der NSDAP erklärt. Nach der Machtübernahme der Nationalsozialisten im Jahr 1933 wurde verordnet, dass dieses sodann nach Wessel benannte Lied stets im Anschluss an die erste Strophe der deutschen Nationalhymne zu spielen ist. Während der Zeit des Nationalsozialismus bis 1945 wurde um Wessel ein intensiver propagandistischer Personenkult betrieben, der ihn zum Nationalhelden glorifizierte.

## Leben

### Herkunft

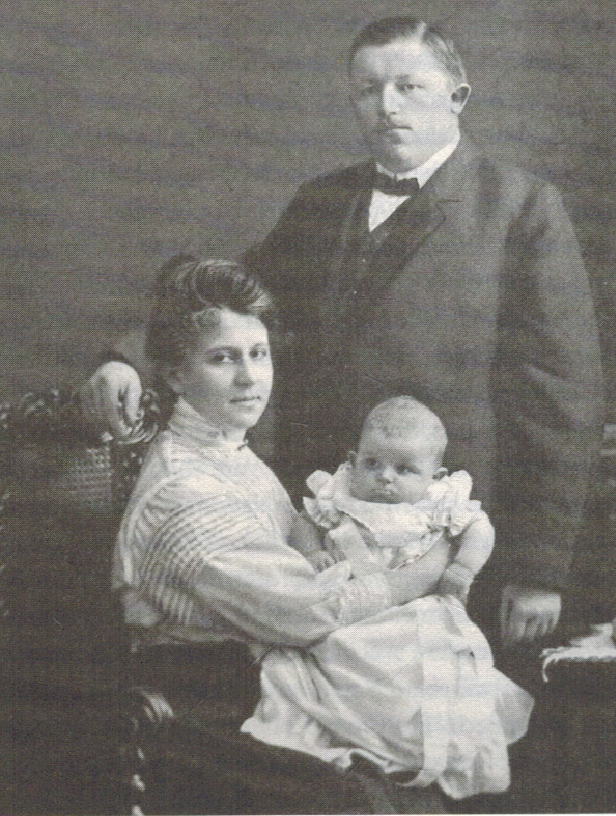
Ludwig und Margarete Wessel mit ihrem Sohn Horst kurz nach dessen Geburt 1907

Horst Wessel wuchs in einem Pfarrhaus als Sohn des evangelischen Pastors Wilhelm Ludwig Georg Wessel (1879–1922) und dessen Frau Margarete Wessel (1881 oder 1882–1970) auf. Sein Vater wirkte von 1906 bis 1908 an der Bielefelder Pauluskirche und ab 1913 an der historisch wichtigen Berliner Nikolaikirche. Wessels Eltern blieben auch nach der Novemberrevolution 1918 stets kaiserlich gesinnt. Weitere Kinder des Ehepaars waren die Tochter Ingeborg Wessel (1909–1993) und der Sohn Werner Wessel (1910–1929).

### Schulzeit und Studium
Wessel besuchte in Berlin vier verschiedene Oberschulen: von 1914 bis 1922 das Köllnische Gymnasium (bis zur Untersekunda), dann jeweils kurzzeitig das Königstädtische Gymnasium und das evangelische Gymnasium zum Grauen Kloster.  Die letzten zweieinhalb Jahre der Schulzeit verbrachte er auf dem Luisenstädtischen Gymnasium. Dort bestand er im Frühjahr 1926 das Abitur.

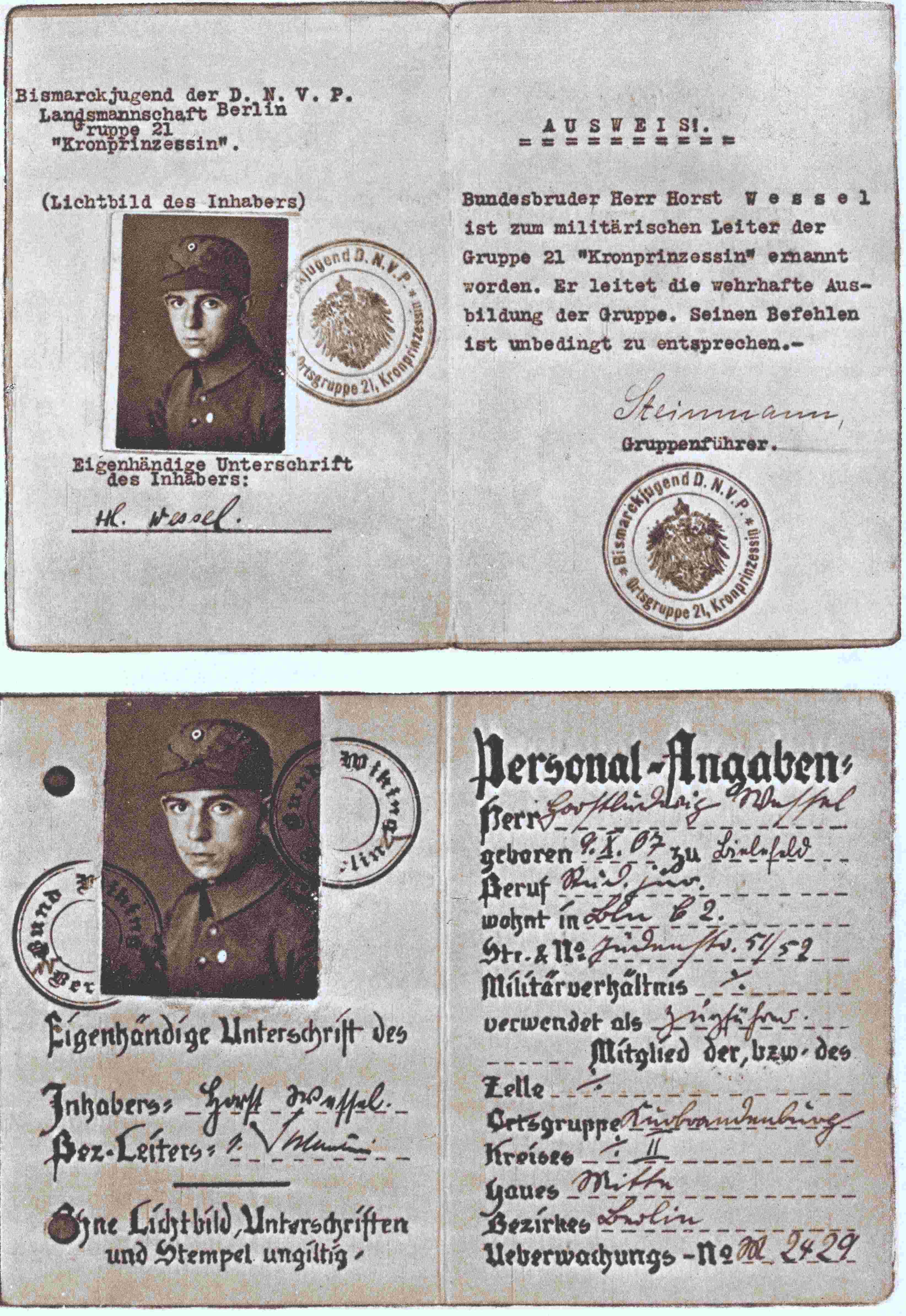
Mitgliedsausweise der Bismarckjugend und des Wikingbundes

Von 1922 bis 1925 war er Mitglied der Bismarckjugend, der Jugendorganisation der rechtskonservativen DNVP. Bereits hier gehörte Wessel einem Kreis an, der als „Rollkommando Friedrichshain“ Jagd auf kommunistische und sozialdemokratische Jugendliche machte. Im Frühjahr 1924 nahm er an einem mehrwöchigen Ausbildungskurs der Schwarzen Reichswehr teil und war seither – bis diese im Mai 1926 verboten wurden – Mitglied zweier paramilitärischer Organisationen: des Wikingbundes und des Sportvereins Olympia.

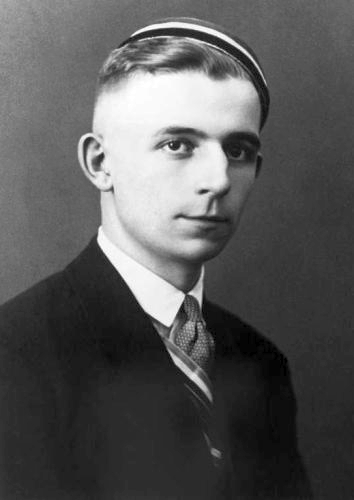
Wessel als Mitglied des Corps Normannia Berlin (vor 1929)

Ab 1926 studierte er vier Semester Rechtswissenschaft und wurde 1928 Mitglied der Corps Normannia Berlin und Alemannia Wien. Im selben Jahr gab er das Studium auf und arbeitete unter anderem als Taxifahrer und Schipper beim U-Bahn-Bau.

### Führungsfigur der Berliner SA

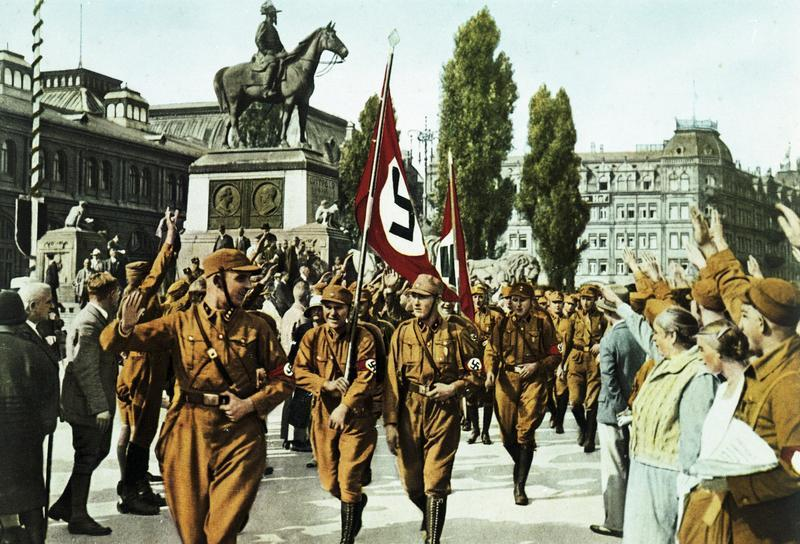
Wessel an der Spitze seines SA-Sturms, Nürnberg 1929

Wessel trat 1926 in die NSDAP (Mitgliedsnummer 48.434) und die SA ein und stieg bis 1928 zu einer Führungsfigur der Berliner SA auf. Er agierte einige Zeit im SA-Sturm 2 (Prenzlauer Berg) und übernahm im Frühjahr 1929 als Sturmführer den Sturm 5 im Arbeiterbezirk Friedrichshain, einer Hochburg der KPD.
Der Sturm 5 galt als besonders „brutale Schlägertruppe“, wagte sich aber – zu diesem Zeitpunkt nur 30 Mann stark – in die meisten Straßen des Bezirkes nicht hinein. Wessel fiel hier mehrfach dadurch auf, dass er in SA-Uniform – begleitet von SA-Leuten in Zivilkleidung – mit dem Fahrrad die Hauptstraßen abfuhr. Provokatorische „Märsche“ seines Sturms wurden von Polizisten begleitet. Von seinem Förderer Joseph Goebbels erhielt er die Ausnahmegenehmigung, eine Schalmeienkapelle aufzubauen, obwohl dies bis dahin eine rein kommunistische Tradition war. Mit seiner Schalmeienkapelle sorgte er daraufhin für Verwirrung.
1929 hatte Wessel in der nationalsozialistischen Zeitschrift Der Angriff erstmals sein Gedicht „Die Fahne hoch, die Reihen dicht!“ (später geändert in: fest geschlossen) veröffentlicht, das, später mit der Melodie eines Seefahrerliedes unterlegt, zum Horst-Wessel-Lied wurde.

## Tod
Die polizeilichen Ermittlungen und das anschließende Strafverfahren ergaben: Horst Wessel wurde am 14. Januar 1930 von Albrecht Höhler, einem aktiven Mitglied der KPD, und weiteren Mitgliedern einer Ersatzorganisation des damals verbotenen Roten Frontkämpferbunds in seiner Wohnung in der Großen Frankfurter Straße 62 aufgesucht, wobei Albrecht Höhler Horst Wessel beim Öffnen der Tür in den Kopf schoss.
Der Prozessbeobachter der Vossischen Zeitung, Moritz Goldstein, berichtete, dass die Angeklagten im Prozess behaupteten, Wessel oder sein später eingetroffener SA-Kamerad Richard Fiedler hätten eine Erstversorgung durch den „herbeigeeilten“ jüdischen Arzt Max Selo abgelehnt. So habe es in der Folge über eine Stunde gedauert, bis ein anderer Arzt kam und Wessel ins Krankenhaus transportiert werden konnte. Dies wurde im Prozess von seiner damaligen Lebensgefährtin Erna Jaenichen energisch bestritten. Der Historiker Daniel Siemens hält die Darstellung der Angeklagten für „nicht sehr wahrscheinlich“. Um 22:15 Uhr, etwa 15 Minuten nach dem Überfall, rief eine der Zeuginnen die Gauzentrale der NSDAP an. Um 22:30 Uhr traf ein von dort alarmierter Rettungswagen ein, der Wessel in das Städtische Krankenhaus im Friedrichshain brachte, wo ihm eine von 22:50 bis 0:45 dauernde Notoperation zunächst das Leben rettete. Wessel starb dort am 23. Februar an einer Blutvergiftung.
Die Beisetzung Wessels auf dem St.-Nikolai-Friedhof am 1. März 1930 sollte auf Wunsch des NSDAP-Gauleiters von Berlin Joseph Goebbels ein propagandistisches Großereignis werden. Die Polizei verbot jedoch das Tragen von Fahnen und Uniformen und begrenzte die Größe des Leichenzuges, der an der KPD-Zentrale vorbeiführen sollte, auf zehn Fahrzeuge. Auf der Prenzlauer Allee kam es dabei zu Unmutsbekundungen durch Pfeifkonzerte und Sprechchöre gegen den Trauerzug. Bei der eigentlichen Beisetzung erfolgten Steinwürfe über die Friedhofsmauer. Der Historiker Ronald Friedmann dokumentierte unbestätigte Versuche, den Leichenwagen Wessels anzugreifen und seine Leiche zu entwenden.

## Schuldfrage

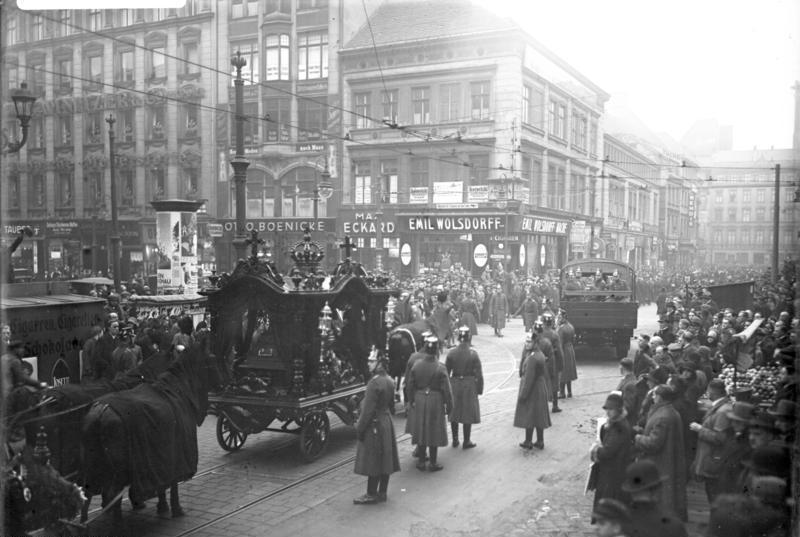
Beisetzung Horst Wessels in Berlin, 1930

Die KPD wies jede Schuld an der Tötung Wessels von sich und gab an, es handele sich um einen privaten Streit zwischen der Vermieterin Elisabeth Salm und der ehemaligen Prostituierten Erna Jaenichen, mit der Wessel in deren Wohnung zusammen lebte. Ferner streute die Partei das Gerücht, Horst Wessel sei bei einer Schießerei zwischen zwei Zuhälterbanden zwischen die Fronten geraten und dabei getroffen worden.
Der verstorbene Gatte der Vermieterin Salm war aktives KPD-Mitglied gewesen, und deshalb wandte sich die Vermieterin mit der Bitte um handfeste Unterstützung im Streit mit der Freundin des bekennenden Nationalsozialisten Wessel an Parteifreunde ihres Gatten. Am selben Tag war Camillo Roß, ein 17-jähriger Jungkommunist, von SA-Männern angeschossen worden, und Wessel war als SA-Führer eine der bekannteren Personen der örtlichen NSDAP. Demnach können sowohl private Streitigkeiten als auch der Gedanke der Vergeltung eine Rolle bei der Tat gespielt haben.
Albrecht Höhler und seine Mittäter wurden bereits kurz nach der Tat verhaftet. Höhler wurde wegen Totschlags zu sechs Jahren und einem Monat Zuchthaus verurteilt. Weitere zwei Beteiligte erhielten Zuchthausstrafen, zehn Angeklagte Gefängnisstrafen. Die Rote Hilfe unterstützte zwar die Angeklagten bei der Verteidigung, Elisabeth Salm wurde beispielsweise von der KPD-Anwältin Hilde Benjamin verteidigt, die KPD distanzierte sich jedoch von ihnen. Nach der Machtübernahme Hitlers ermordeten zum Teil hochgestellte SA-Mitglieder und mindestens ein Gestapo-Beamter Höhler während eines fingierten Gefängnistransportes im September 1933. Zwei weitere beteiligte Personen, Sally Epstein und Hans Ziegler, wurden 1934 in einem weiteren Prozess zum Tode verurteilt und 1935 hingerichtet.

## Stilisierung zum Märtyrer

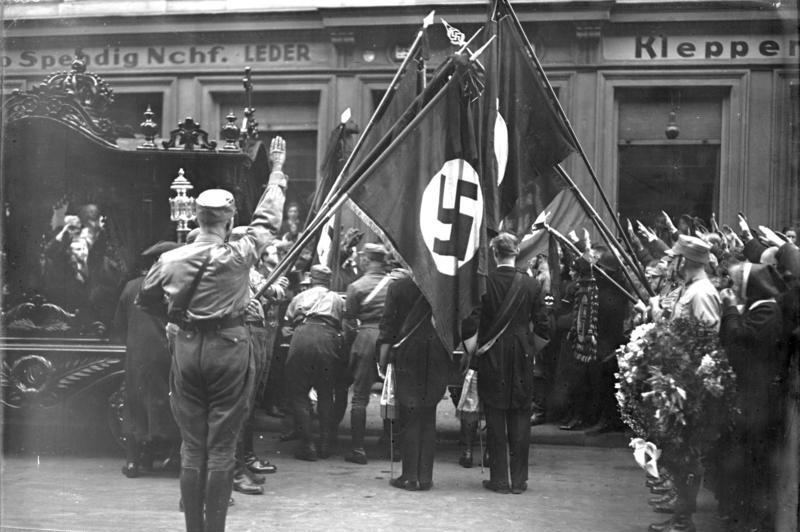
Beisetzung Horst Wessels in Berlin, 1930

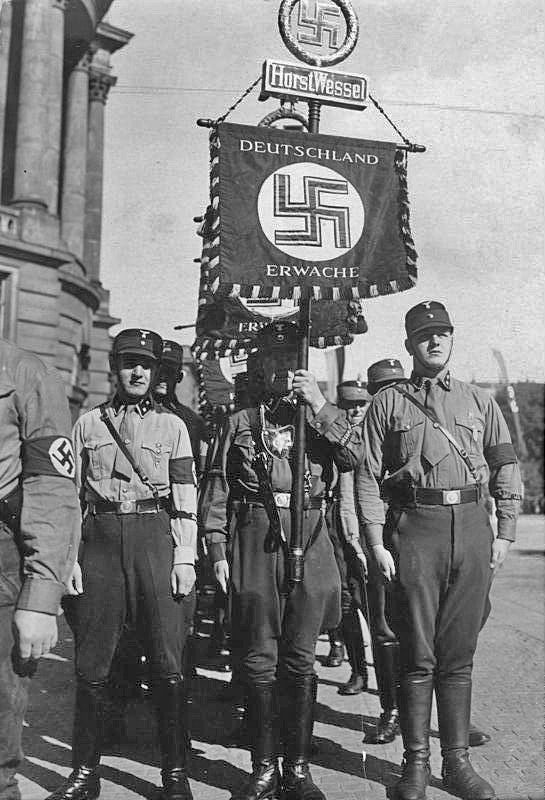
SA-Standarte Horst Wessel (1933)

Die NSDAP nutzte Wessels Tod propagandistisch: er wurde zum Märtyrer der Bewegung stilisiert. Zur Errichtung eines Grabsteins für Wessel am 22. Januar 1933 zogen mehr als 10.000 Angehörige der NSDAP und ihrer Teilorganisationen erneut am Karl-Liebknecht-Haus vorbei. Gegendemonstrationen waren polizeilich untersagt und das Haus sowie umliegende Häuserdächer am Bülowplatz von der Polizei besetzt worden. Der Demonstrationszug wurde mit Panzerwagen der Polizei begleitet.
Nach der Machtübernahme der Nationalsozialisten kurze Zeit später am 30. Januar wurde der Berliner Bezirk Friedrichshain in Horst-Wessel-Stadt umbenannt (ab 1936 Horst-Wessel) und trug diesen NS-Ehrentitel bis 1945. Das Krankenhaus am Rande des Volksparks Friedrichshain, in dem Wessel gestorben war, erhielt den Namen „Horst-Wessel-Krankenhaus“. Am 9. Oktober 1933 wurde im Krankenhaus Horst Wessels Sterbezimmer zu einer „Gedächtnisstätte geweiht“, wobei Propagandaminister Goebbels eine Ansprache hielt. Der Bülowplatz (seit 1945 Rosa-Luxemburg-Platz) in Berlin-Mitte wurde in Horst-Wessel-Platz umbenannt, wodurch auch der dortige U-Bahnhof Schönhauser Tor (heute U-Bahnhof Rosa-Luxemburg-Platz) diesen Namen erhielt. Ebenso trugen die Volksbühne und das heutige Karl-Liebknecht-Haus den Namen Wessels. Am Eingang der ehemaligen KPD-Zentrale wurde eine Relief-Gedenktafel mit dem Konterfei Wessels angebracht und innerhalb des Hauses eine Ehrenhalle für ihn eingerichtet. Auf dem Platz erhob sich ab November 1936 das Denkmal für die im Freiheitskampf gefallenen Nationalsozialisten des Bezirks in Gestalt eines fast fünf Tonnen schweren Bronzeadlers mit einer Spannweite von etwa sieben Metern. Unter den sechs Namen am Sockel war auch der Wessels verzeichnet.
Ebenso benannten viele andere Orte in Deutschland Plätze, Straßen und Schulen nach Wessel, unter anderem seine Geburtsstadt Bielefeld die heutige August-Bebel-Straße, an der die Pauluskirche steht, in der sein Vater früher tätig war. Einer Division der Waffen-SS, der 18. SS-Freiwilligen-Panzergrenadier-Division, wurde der Beiname Horst Wessel verliehen sowie am 24. März 1936 dem Jagdgeschwader 134 der Luftwaffe. Dieses wurde später in Zerstörergeschwader 142 und anschließend in Zerstörergeschwader 26 umbenannt und führte Wessels Namen weiter. Am 17. September 1934 wurde in Dresden mit großem propagandistischen Aufwand die Knabenberufsschule Altstadt als Horst-Wessel-Schule eröffnet. Im Rahmen der Blut-und-Boden-Politik der Nationalsozialisten wurde ein neu eingedeichter Koog auf der Halbinsel Eiderstedt mit Horst-Wessel-Koog (heute: Norderheverkoog) benannt. Auch der zweite Segelschulschiffbau der Kriegsmarine erhielt den Namen Horst Wessel (heute: Eagle, United States Coast Guard).
Abgesehen davon, dass das von Goebbels geleitete Ministerium für Volksaufklärung und Propaganda die Tötung Wessels im Rahmen von NSDAP-Propaganda politisierte und aus ihm einen nationalsozialistischen Helden machte, wurde das Schicksal des ehemaligen Studenten von dem bekannten Schriftsteller Hanns Heinz Ewers in dem Roman Horst Wessel (Stuttgart: Cotta, 1932) aufgegriffen. Dieser wurde 1933 verfilmt, wobei aus rechtlichen Gründen der Name des Protagonisten in Hans Westmar geändert wurde. Im Umlauf befindliche Ausschnitte dieses NS-Propagandafilms, die die angebliche Störung des Trauerzugs und die Schändung des Sargschmucks durch Kommunisten zeigen, sind nicht authentisch.
Die Versionen des Lieds Der kleine Trompeter wurden um ein auf Horst Wessel umgetextetes Kampflied der nationalsozialistischen Bewegung vermehrt.
Im KZ Dachau hatten Häftlinge 1933 ein Horst-Wessel-Denkmal zu errichten und fortan beim Vorbeigehen die Mütze zu ziehen. Am 4. August 1933 fand die Einweihung statt: Röhm, Himmler, Heydrich, Hermann Esser, Hans Frank und Robert Wagner mit Gefolge sowie eine Hundertschaft der Polizei nahmen an der Feier teil.
Wessels Geburtsstadt widmete ihm im Oktober 1933 das Bielefelder Horst-Wessel-Denkmal; im Februar 1939 folgten Hameln auf dem Süntel sowie im November 1939 Horst-Wessel-Denkmal Mainz. Zum 9. Todestag Horst Wessels im Jahre 1939 vollendete der Bildhauer Ernst Paul Hinckeldey nach dreijähriger Arbeit eine 2½ Meter hohe Statue mit dem Titel „Horst Wessel im Schritt seines Liedes“. Dieses Denkmal wurde in Bielefeld aufgestellt und am 14. Juni 1939 eingeweiht. Reste haben sich einzig beim Horst-Wessel-Denkmal im Süntel erhalten.

## Grab

Ehemaliges Grab von Horst und Werner Wessel sowie ihres Vaters auf dem St.-Nikolai-Friedhof (2010)

Das gemeinsame Grab Horst und Werner Wessels sowie ihres Vaters befand sich auf dem St.-Marien- und St.-Nikolai-Friedhof I in Berlin-Prenzlauer Berg. Zu Wessels Todestag am 23. Januar 1933 sprachen Adolf Hitler und Hanns Heinz Ewers am Grab.
Soldaten der Roten Armee ebneten es 1945 auf Befehl der sowjetischen Besatzungsmacht ein, ließen aber den Teil des Steins mit der Inschrift für den Vater stehen.
Die Stätte war Ziel individueller oder, spätestens ab 1997, kollektiver Heldenverehrung durch Rechtsextreme, wie z. B. durch Freie Kameradschaften. Im Jahr 2000 wollten Neonazis zum 70. Todestag Horst Wessels eine Demonstration samt Kranzniederlegung mit 500 Teilnehmern zum Friedhof durchführen; die Polizei untersagte dies. Im Jahr 2002 grub eine Gruppe, die sich „Autonome Totengräber“ nannte, den vermeintlichen Schädel Horst Wessels aus und warf ihn in die Spree. Laut Polizei wurde damals aber nur oberflächlich gegraben; es erscheint zweifelhaft, dass tatsächlich ein Schädel ausgegraben wurde. Im September 2003 randalierten Unbekannte an dem Grab und warfen Grabsteine um.
Im Juni 2013 ließ die Friedhofsleitung die Überreste des Grabsteins entfernen.

## Archivische Überlieferung
Die Originalakten zum Ermittlungsverfahren wegen der Tötung von Wessel aus dem Jahr 1930 werden heute im Landesarchiv Berlin verwahrt (A Rep. 358-01, Nr. 8303–8310).